# Eustache de Lannoy
Eustache de Lannoy (ou Eustachius Benedictus de Lannoy)  né en 1715 à Arras (alors dans le royaume de France) et décédé le 1er juin 1777 à Udayagiri Fort, au Tamil Nadu (Inde), était un capitaine de navire de la Compagnie des Indes néerlandaises puis amiral de l’armée du Travancore (Inde). 
La Compagnie des Indes néerlandaises envoya de Lannoy établir un comptoir commercial à Colachel (aujourd’hui Kolachal, au Tamil Nadu) dans l’extrême sud de la péninsule indienne. Après un succès rapide mais sans lendemain il fut repoussé à Kolachal où, battu par l'armée du Travancore sous le  roi (maharaja) Marthanda Varma, il dut se rendre (10 août 1741). 
Il eut la vie sauve en échange de services rendus au roi de Travancore. Rapidement promu amiral (commandant en chef) de l’armée de Travancore il contribua durant plus de trente ans à la fortification du pays - y construisant des forts sur le modèle européen - et à la modernisation de son armée. Il mourut le 11 juin 1777 au fort d’Udayagiri, au Tamil Nadu.